# Grevillea argyrophylla
Grevillea argyrophylla är en tvåhjärtbladig växtart som beskrevs av Meissn.. Grevillea argyrophylla ingår i släktet Grevillea och familjen Proteaceae. Inga underarter finns listade i Catalogue of Life.